# Yang Junxuan
Yang Junxuan (chinesisch 杨浚瑄; * 26. Januar 2002 in Zibo) ist eine chinesische Schwimmerin. Bei den Olympischen Sommerspielen 2020 in Tokio wurde sie mit der Freistilstaffel über 4 × 200 m Olympiasiegerin.

## Karriere
Yang gewann im Jahr 2018 drei Medaillen bei den Asienspielen in Jakarta und sechs Medaillen bei den Olympischen Jugend-Sommerspielen 2018 in Buenos Aires, darunter Gold mit der gemischten Lagenstaffel und Gold mit der Lagenstaffel der Frauen. Bei ihren ersten Weltmeisterschaften im Dezember 2018 gewann sie in Hangzhou drei Medaillen. Mit der Freistilstaffel über 4 × 200 m wurde sie Weltmeisterin.
Im Jahr 2021 nahm Yang bei den Olympischen Spielen in Tokio in vier Wettbewerben am Finale teil. Mit der Freistilstaffel wurde sie über 4 × 200 m mit Weltrekord Olympiasiegerin. Mit der gemischten Lagenstaffel gewann sie hinter Großbritannien eine Silbermedaille. Im Einzelwettbewerb über 200 m Freistil und mit der Lagenstaffel der chinesischen Frauen wurde sie jeweils Vierte.

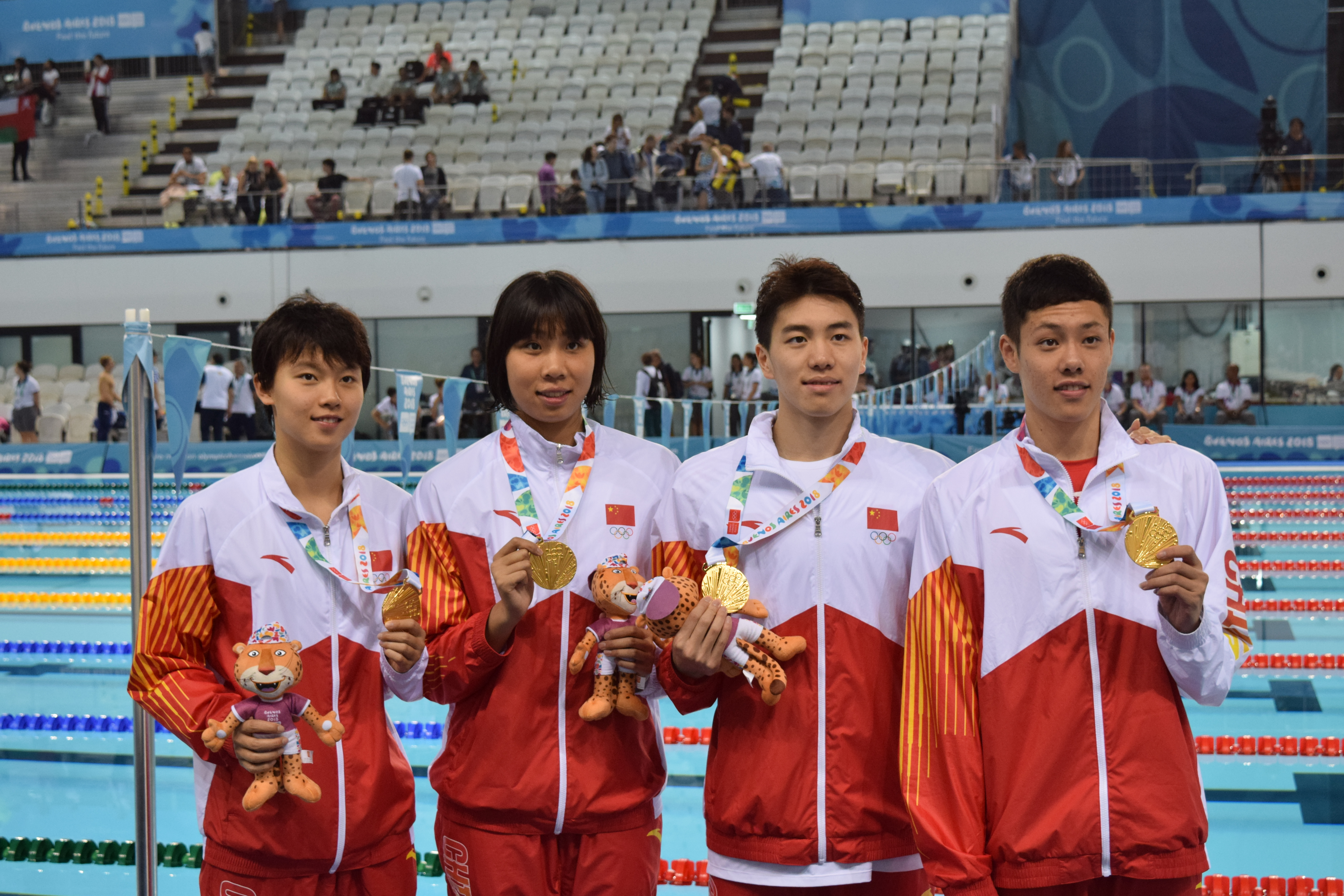
Yang (links) bei den Olympischen Jugend-Sommerspielen 2018